# Seznam středních škol v Plzni
Seznam středních škol v Plzni zahrnuje gymnázia a další střední školy ve městě Plzni.

## Gymnázia
- Církevní gymnázium Plzeň
- Gymnázium Františka Křižíka
- Gymnázium Luďka Pika
- Gymnázium Plzeň, Mikulášské nám. 23 (Mikulášské gymnázium)
- Masarykovo gymnázium Plzeň
- Sportovní gymnázium

## Střední odborné školy
- Akademie hotelnictví a cestovního ruchu [1]
- Hotelová škola a Střední odborné učiliště gastronomické, U Borského Parku 3, Plzeň
- Integrovaná střední škola živnostenská
- Konzervatoř Plzeň
- Obchodní akademie Plzeň, nám T. G. Masaryka 13
- Plzeňská obchodní akademie, s. r. o
- Soukromá střední uměleckoprůmyslová škola Plzeň-Litice
- Soukromá uměleckoprůmyslová škola – Zámeček
- Střední odborná škola obchodu, užitého umění a designu, Plzeň, Nerudova 33
- Střední odborné učiliště obchodu a řemesel, spol. s r. o., Starý Plzenec
- Střední průmyslová škola dopravní
- Střední průmyslová škola strojnická a Střední odborná škola profesora Švejcara
- Střední průmyslová škola elektrotechnická (VOŠ a SPŠ elektrotechnická)
- Střední průmyslová škola stavební, Chodské náměstí 2, Plzeň
- Střední škola informatiky a finančních služeb (Střední odborné učiliště poštovní)[2]
- Střední zdravotnická škola
- Bezpečnostně právní akademie Plzeň, s. r. o.

## Učiliště
- Akademie hotelnictví a cestovního ruchu, obor kuchař číšník [3]
- Odborná škola výroby a služeb, Plzeň
- Střední odborná škola ochrany osob a majetku Plzeň
- Střední odborné učiliště elektrotechnické
- Střední odborné učiliště stavební
- Střední škola informatiky a finančních služeb (Střední odborné učiliště poštovní)

## Podnikatelské školy
- Akademie hotelnictví a cestovního ruchu, obor podnikání [4]
- Sportovní a podnikatelská střední škola